# Siete Partidas

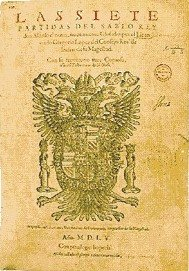
Capa das Siete Partidas. Exemplar de 1555, glosado por Gregorio López

As Sete Partidas (em castelhano Siete Partidas) ou simplesmente Partidas são um corpo normativo redigido no Reino de Castela, durante o reinado de Afonso X (1252-1284), com o objeto de conseguir um certa uniformidade jurídica para o reino. Seu nome original era Livro das Leis (Libro de las Leyes) e por volta do século XIV recebeu a atual denominação, pelas sete partes em que se encontra dividido.
Esta obra é considerada o legado mais importante do que é hoje a Espanha para a história do direito, ao ser o corpo jurídico de mais ampla e longa vigência na Hispano-América (até o século XIX). Mesmo foi qualificada de "enciclopédia humanista", pois trata temas filosóficos, morais e teológicos (de vertente greco-latina), embora o próprio texto confirme o caráter legislativo da obra, ao assinalar no prólogo que foi ditada em vista da confusão e abundância normativa e apenas para ser usada para julgamento.

## Antecedentes

### Redação

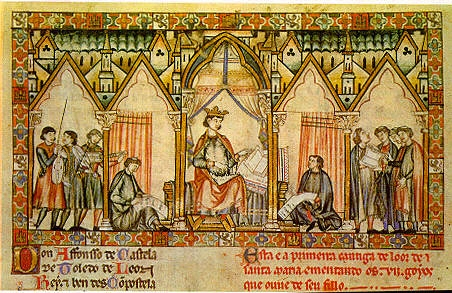
Afonso X o Sábio e as Partidas

De acordo a um dos códices mais antigos das Partidas, estas redigiram-se entre a 26 de Junho de 1256 e a 28 de Agosto de 1265 por uma comissão composta pelos principais juristas castelhanos da época, sob a direção pessoal de Afonso X . Também foram assinalados como possíveis períodos de redação: 1254 a 1261; 1256 a 1263 e 1251 a 1265. Em todo caso, a maioria dos autores estima que não se teria terminado senão até 1265.
Segundo a teoria tradicional, sustentada por Francisco Martínez Mariña e Antonio Solalinde, as Siete Partidas teriam sido redigidas por uma comissão de juristas (ou pela chancelaria real), e a intervenção do rei Afonso X teria sido limitada a marcar o escopo  e as matérias a tratar, além de se encarregar de revisar e emendar pessoalmente o trabalho da comissão. Teriam integrado esta comissão: o Mestre Jacobo, o das leis; Juan Alfonso, um notário leonês; o Mestre Roldão; e Fernando Martínez de Zamora (um dos primeiros juristas castelhanos).
Contudo, devido à existência de outros textos atribuídos habitualmente a Afonso X (o Setenário, o Fuero Real e o Espéculo), que teriam sido elaborados dentro do mesmo período (1254 a 1256) e que apresentam importantes coincidências entre si e com as Partidas, bem como a imprecisão das denominações utilizadas para estas na época, surgiu um importante debate cientista em torno às obras alfonsinas, sem resultados concludentes por enquanto, com o objetivo de determinar o alcance, relação e finalidade de cada uma delas.
Este interesse começou nomeadamente, com o questionamento da autoria das Siete Partidas no artigo «El “Libro de las Leyes” de Alfonso el Sabio. Del “Espéculo” a las “Partidas”» (1951-1952) de Alfonso García-Gallo, seguido por outros trabalhos posteriores.
García-Gallo postulou que as Partidas não eram obra de Afonso X ou que não se terminaram durante o seu reinado, pois seriam redigidas no século XIV, muito depois da morte do rei  em 1284, e que seriam uma reelaboração do Espéculo. Fundamentou a sua posição em que as primeiras referências fidedignas das Partidas, ou seja, outros textos que faziam menção à existência delas, procediam de começos do século XIV e em que o conhecimento, na Península Ibérica, dos materiais ou fontes das Partidas, seria de data posterior à de redação atribuída pelo códice.
Em todo caso, segue-se a considerar Afonso X como autor das Siete Partidas, ao menos da versão original, com independência do seu grau de participação na sua elaboração, tal como se faz com as grandes obras deste gênero, atribuídas ao monarca ou governante que as ditou, embora se saiba que não interveio na sua redação (como o caso, do Código de Hamurabi e Hamurabi e do Corpus Iuris Civilis e Justiniano).

### Finalidade

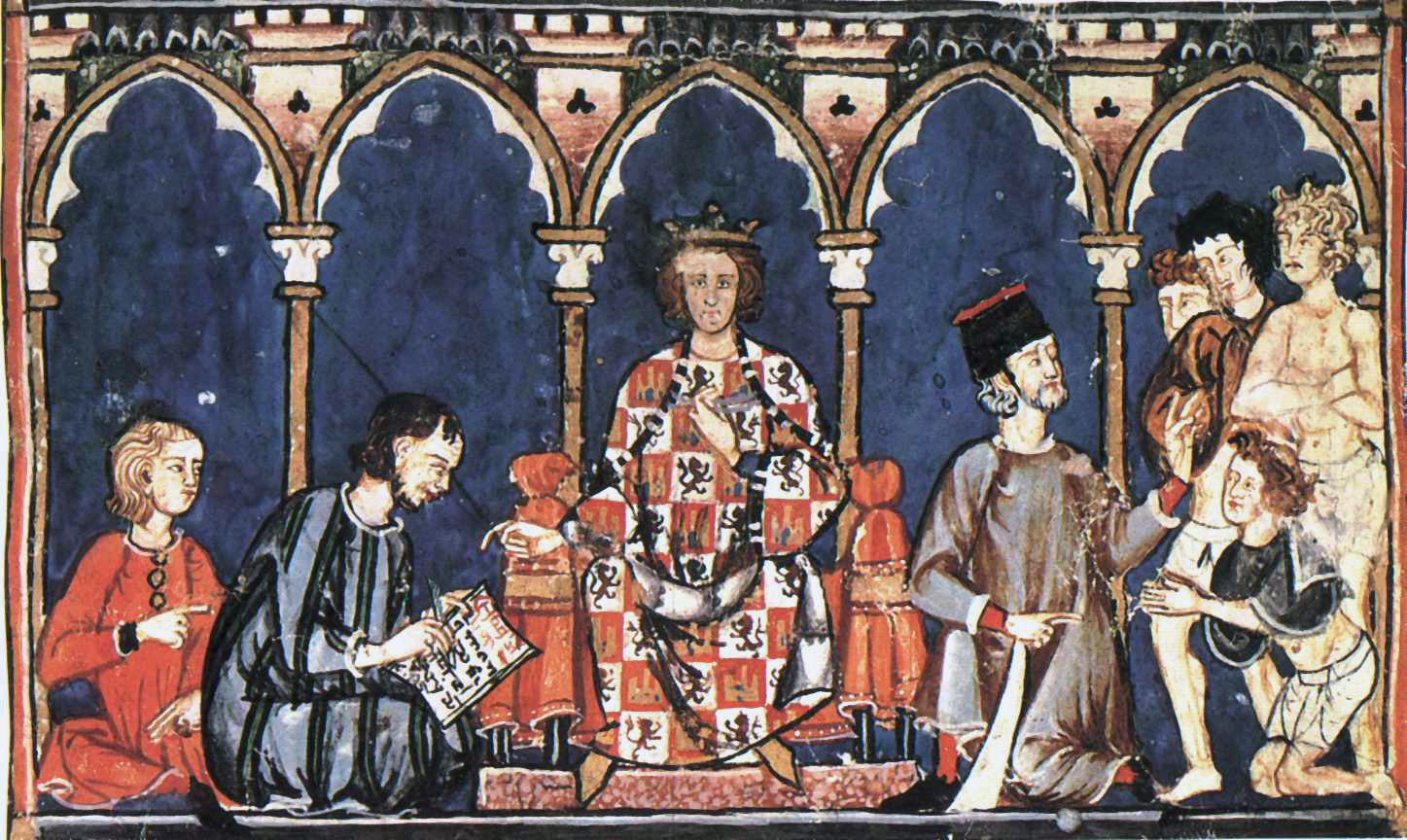
Afonso X e a sua corte

Quanto à sua finalidade, susteve-se que as Partidas foram outorgadas como texto legislativo e não como obra doutrinal, apesar do seu conteúdo, às vezes, mais filosófico que legal, o que se confirmaria pelo expressado no seu prólogo (que indica que se ditaram somente para que por elas se julgasse).
García-Gallo susteve que, resistida a aplicação das Siete Partidas especialmente pela nobreza castelhana, foi relegada a sua aplicação, após as Cortes de Zamora de 1274, aos pleitos do rei, é dizer, aos casos reservados ao exclusivo conhecimento da corte real, enquanto os demais seriam resoltos conforme com o direito foral (os pleitos foreiros). Portanto, na prática teria ficado como uma obra doutrinal até a "promulgação tardia" de 1348, realizada por Afonso XI. Além disso, esta oposição ao  texto explicaria as diferenças entre as diferentes versões da primeira partida.
Em todo caso, se foi redigida com a finalidade de ser um código legal, foi discutido o seu objetivo. Crucial importância tem o chamado fato do império, é dizer, a tentativa de Afonso X de obter a coroa do Sacro Império Romano-Germânico; assim o propósito de Afonso X, em relação às Siete Partidas, seria redigir um texto aplicável para o império todo, é dizer, um direito de validez universal, um denominador jurídico comum da empresa imperial.
Nessa linha argumental,  é indicado o fato de as Partidas não possuir referências à organização territorial castelhana. Outros, entre os quais se encontra García-Gallo, argumentaram que, nas Partidas, se bem que a figura do imperador aparece por cima dos reis, também, a figura dos reis em alguns pontos aparece por sobre o imperador, assim como o fato de ter sido redigidas em castelhano, em vez de em latim.  Além disso, há autores, como Juan Escudero (discípulo de García-Gallo), que encontraram referências no seu texto à organização territorial própria de Castela, como as vilas.
Portanto, estima-se habitualmente que com o ditado das Partidas Afonso X visava unificar juridicamente o reino, não pela via local como o seu pai Fernando III (através da concessão de um mesmo foro a várias localidades) mas por meio de uma norma geral aplicável em todo o território.

### Promulgação
Ignora-se se as Siete Partidas foram promulgadas por Afonso X. Alguns autores assim o acreditam e afirmam que o destronamento do rei sábio pelo seu filho Sancho, teria suspendido a sua vigência. Nessa linha, Gaspar Melchor de Jovellanos susteve que os descentes de Sancho IV fizeram desparecer o documento de promulgação porque as disposições das Partidas colocavam em entredito os seus direitos à coroa, já que elas estabelecem o direito de representação na sucessão ao trono.
Sem prejuízo do anterior, indiscutivelmente as Partidas adquiriram força legal com Afonso XI, ao ser incorporadas na ordem de prelação estabelecido pela lei 1ª do título 28 do Ordenamento de Alcalá de 1348. Este fato confirmaria, para os autores que estimam que as Partidas não foram promulgadas por Afonso X, a sua "promulgação tardia".

## Estrutura e conteúdo

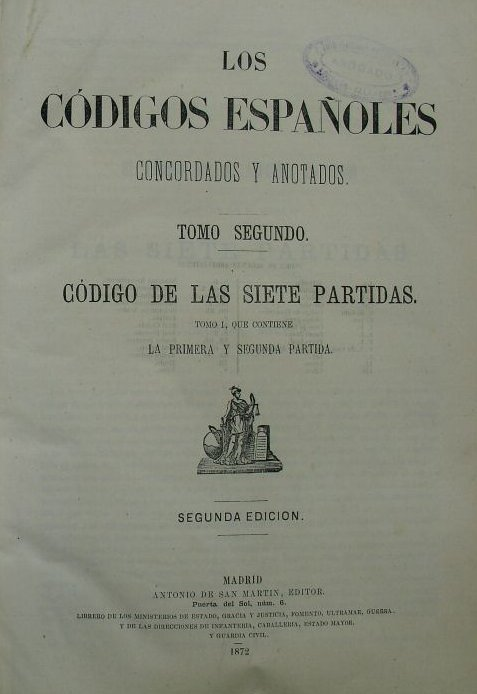
Código de As Siete Partidas, em "Los Códigos Españoles Concordados y Anotados" (1872)

As Partidas abrangem todo o saber jurídico da época dentro de uma visão unitária, por isso foi considerado uma summa de direito. Trata, entre outras matérias, de direito constitucional, civil, mercantil, penal e processal, tanto civil quanto penal.
Estão redigidas em castelhano, em um pulcro estilo literário, e inspiradas numa visão teologal do mundo. Possui um prólogo, que assinala o objeto da obra, e sete partes ou livros chamados partidas, as quais começam com uma letra do nome do rei sábio, compondo um acróstico (A-L-F-O-N-S-O). Cada partida divide-se em títulos (182 ao todo), e estes em leis (2.683 ao todo).
As suas disposições acostumam ir acompanhadas por citas de autores e obras, alegorias e exemplos e, especialmente, de uma exposição razoada das suas origens e fundamentos (etimológicos, religiosos, filosóficos e históricos), pelo qual não são meramente prescritivas.
As contradições existentes entre algumas disposições seriam produto do esquema de trabalho utilizado na sua elaboração, onde cada partida seria redigida por uma pessoa diferente.

### Partida Primeira
A primeira partida compreende 24 títulos e 516 leis. Começa tratando das fontes do direito (no título I), uma simbólica capa da obra. Trata da lei e a define apontando ao seu conteúdo (1,1,4), o que produz efeitos a respeito da sua obediência (leis justas e injustas); refere-se à forma de elaboração de boas leis, relacionando a potestade de governo com a autoridade do saber (1,1,9) e classifica as leis em canônicas e seculares (1,1,3).
Menciona as condições que deve reunir um bom legislador: ter a Deus presente, amar a justiça, ter conhecimentos de direito e estar disposto a emendar ou mudar as leis quando fosse necessário (1,1,11). Finalmente estabelece os requisitos validez e a força que possui o costume, é dizer, segundo a lei, fora da lei e contra a lei (1,2,5)
Logo dedica-se por completo ao direito canônico, ou seja, a matérias eclesiásticas. Refere-se aos dogmas e sacramentos, a organização da Igreja, prerrogativas e obrigações dos clérigos e ao direito de asilo nas igrejas.
Existem importantes diferenças entre as versões desta partida. Elas seriam produto de uma reelaboração, que se haveria feito com o objeto de limitar as faculdades reais, frente da recusa dos nobres ao texto original da primeira partida, que reafirmava o poder do monarca frente destes. Esta situação também explicaria a chamada "promulgação tardia".

### Partida Segunda
A segunda partida possui 31 títulos e 359 leis. Refere-se ao poder temporário, é dizer, os imperadores, reis e outros grandes senhores (direito público). Realiza uma distinção entre poder espiritual e temporário, reconhecendo uma dualidade na estrutura do poder e uma relação de harmonia entre ambos os mundos.
Estabelece importantes disposições de direito político (2,1,5), referindo-se ao rei, à origem e fim do poder, e à relação de mando e obediência, fundada na fé e a razão. Trata dos direitos e deveres do rei para com Deus, o povo e a terra e os direitos e deveres do povo para com Deus, o rei e a terra. Trata também da família e sucessão real, assinalando as formas de adquirir o trono, é dizer, regula a sucessão na Coroa de Castela (2,15,2). Dita normativa resulta de relevância, pois foi a tradicional em Castela até a promulgação da Lei Sálica por disposição do rei Filipe V; na época de Fernando VII voltou a entrar em vigor a sucessão estabelecida nas partidas e atualmente encontra-se recolhida na Constituição espanhola de 1978.
Finalmente, a partida segunda cerra-se referindo-se à universidade (2,31,1), uma das instituições baixo-medievais mais importantes.

### Partida Terceira
A terceira partida possui 32 títulos e 543 leis. Trata da justiçai a administração de justiça. Refere-se ao procedimento civil e ao império judiciário, sendo a sua tema principal o processo: as pessoas que intervêm no julgamento e o procedimento conforme com o qual se tramita.
Sucessivamente refere-se ao demandante e demandado; os juizes (3,4,3) e advogados (3,4,6); os prazos e meios de prova, entre os quais é incluída à escrita pública (3,18,1) e, por isso, refere-se aos tabeliães (3,19,1); as sentenças; e os recursos ou alçadas contra estas.
Termina tratando do domínio (3,28,1), reconhecendo a existência de certos bens comunais; da posse (3,30,1); a prescrição; a usucapião; e das servidões.

### Partida Quarta
A quarta partida possui 27 títulos e 256 leis. Está destinada ao direito de família e, além disso, a outros vínculos permanentes entre as pessoas, diferentes do matrimônio e do parentesco.
Trata dos esponsais (4,1,2); o matrimônio (4,2,1), sujeito ao direito canônico (capacidade, forma e validez); o divórcio (não como dissolução do vínculo matrimonial, senão como separação de "leito e teto"); a filiação legítima e a filiação ilegítima (4,14,1); a pátria potestade; a escravidão (4,23,8), sendo reconhecida como "a mais vil coisa deste mundo" depois do pecado; o estado das pessoas (livre e escravo; fidalgo e pessoa comum; clérigo e laico; filhos legítimos e ilegítimos; cristãos e mouros ou judeus; varão e mulher); o vassalagem e os feudos; e os vínculos de amizade.

### Partida Quinta
A quinta partida possui 15 títulos e 374 leis. Refere-se aos atos e contratos que pode o ser humano realizar ou celebrar durante a sua vida (direito privado).
Trata do contrato de mútuo, proibindo o cobro de interesses ou "usura"; de comodato; de depósito; de doação; de compra e venda, com a distinção entre título e jeito de adquirir (proveniente do direito romano); de permuta; de locação ou arrendamento; de companhia ou sociedade; de estipulação ou promessa; e da fiança e as penhoras (hipotecas e prendas).
Refere-se, também, ao pagamento e à cessão de bens. Assim mesmo, inclui importantes normas de direito mercantil, referidas aos comerciantes e contratos mercantis.

### Partida Sexta
A sexta partida possui 19 títulos e 272 leis. Ocupa-se do direito sucessório (sucessão por causa de morte) e das guardas. Assim mesmo, contempla normas sobre o estatuto jurídico do órfão.
Refere-se à sucessão testada e ao testamento (6,1,1); à legítima e, brevemente, à sucessão intestada (6,13,1). Regula as tutoras e curatelas (guardas) e a figura da restitutio in integrum.

### Partida Sétima
A sétima (e última) partida possui 34 títulos e 363 leis. Dedica-se ao direito penal e processal penal, quer dizer, aos delitos e ao procedimento penal (de caráter inquisitivo). Ademais inclui referências ao estatuto jurídico dos muçulmanos e judeus.
Admite o tormento perante a insuficiência de outras provas do delito, estabelecendo os requisitos de procedência ou exclusão (7,1,26 e 7,30,1).
Grande parte está dedicada a tratar diversos delitos, entre eles: a traição contra o rei (falta de fidelidade); a falsidade e os homicídios, distinguindo três situações: homicídio delito (doloso), acidental e em defesa própria; os delitos contra a honra; os roubos, furtos e danos, distinguindo claramente o roubo do furto; os enganos e estafas; o adultério, o incesto, a violação, a sodomia, a alcaiotaria e a feitiçaria; a heresia, o suicídio e a blasfêmia.
Distingue o fato cometido por um inimputável (entre outros, o louco e o menor de dez anos) do realizado por uma pessoa que possui imputabilidade. Além disso, reconhece a figura da tentativa e do delito consumado (7,31,2) e prevê certas formas de instigação e cumplicidade. Assim mesmo, contempla circunstâncias excludentes, atenuantes e agravantes (7,31,8) e ocupa-se da prisão, estabelecendo normas para o alcaide (7,29,8).
Estabelece que a finalidade da pena (7,31,1) é a retribuição (castigo pelo feito) e a prevenção geral (meio de intimidação geral, para que o feito não se repita). Contempla sete espécies de penas (7,31,4), consagrado o caráter público da atividade repressiva (as quatro primeiras para os erros maiores e as outras para os erros menores): pena de morte ou perda de um membro; trabalho perpétuo; desterro perpétuo com confiscação de bens; prisão perpétua; desterro perpétuo sem confiscação de bens; infâmia ou perda de algum ofício; e açoites ou feridas públicas, ou exposição despido e untado em mele para sofrer as moléstias das moscas.
As Partidas, imitando o Digesto e as Decretales, termina com um título sobre regras de direito.

## Edições

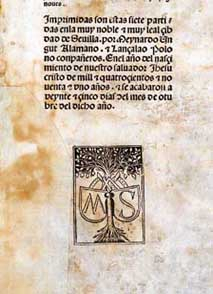
Selo do impressor da edição realizada em Sevilha em 1491

Além dos diversos manuscritos e cópias produto da aparição da imprensa no século XV, existiram três edições principais das Siete Partidas:
- Edição com glosa de Alonso Díaz de Montalvo, realizada em Sevilha em 1491. Teve oito reimpressões até 1528.
- Edição com glosa de Gregorio López, publicada em Salamanca em 1555. Teve quinze reimpressões até 1855. Recebeu sanção oficial por real cédula de 7 de Setembro de 1555. Foi a mais utilizada na América Hispânica.
- Edição da Real Academia da História, de 1807. Declarada oficial por Real Ordem de 8 de Março de 1818.

## Influência e importância
As Siete Partidas representam o apogeu da recepção do direito comum (de base romano-canônica) na Espanha e, além disso, constitui uma das obras jurídicas mais importantes da Idade Média.
A arte da exposição e a beleza da linguagem utilizada brindaram-lhe considerável prestígio, sendo conhecidas em todo o Ocidente cristão. Nas universidades da época serviu de texto de estudo e, além disso, foi traduzida para numerosos idiomas, entre outros, para o catalão, português, galego e inglês.
Assim mesmo, foi um dos textos legais mais importantes do ordenamento de Castela (pela sua utilização, devido à extensão das matérias reguladas) e, posteriormente, do império espanhol. Introduziram-se na América espanhola, com o direito castelhano, e no Brasil, junto com o direito português, desde os começos da expansão no Novo Mundo.
Seu conteúdo abarcou quase todas as manifestações da vida, desde o direito político e civil até o penal, passando pela família, sucessões, negócios jurídicos e procedimentos judiciários. Somente não incluiu matérias contempladas em legislações posteriores, como o direito canônico pós-tridentino, o direito sucessório das Leis de Toro e os aspectos particulares da América espanhola, regulados pelo direito indiano.
Regiram na América Hispânica até a época das codificações (1822-1916) e regeram mesmo nos Estados Unidos, até princípios do século XIX, em territórios que pertenceram antes ao império espanhol (como a Luisiana). Além disso, serviram de fundamento legal para a formação das juntas governativas que, tanto na Espanha quanto na América, seriam constituídas após o cativeiro do rei Fernando VII, produto da invasão francesa.
Finalmente, embora as codificações puseram fim à aplicação das Partidas, este fato não implicou o desaparecimento do Direito conteúdo nelas, pois  boa parte foi traspassada aos códigos dos países hispano-americanos (especialmente aos códigos civis).